# Sulcarius biannulatus
Sulcarius biannulatus är en stekelart som först beskrevs av Johann Ludwig Christian Gravenhorst 1829.  Sulcarius biannulatus ingår i släktet Sulcarius och familjen brokparasitsteklar. Arten är reproducerande i Sverige. Inga underarter finns listade i Catalogue of Life.